# Zentrum Paul Klee
Het Zentrum Paul Klee in de Zwitserse stad Bern is een museum en cultuurinstituut, dat een omvangrijke kunstverzameling toont van de Zwitsers-Duitse kunstenaar Paul Klee (1879-1940), die een groot deel van zijn leven in Bern doorbracht.

## Situering
Het centrum is in 2005 op initiatief van de chirurg en mecenas Maurice Edmond Müller geopend als een afsplitsing van het Kunstmuseum Bern, waarmee het de museumdirectie deelt (in de persoon van de Duitse kunsthistorica Nina Zimmer). Het Kunstmuseum bracht in dat jaar zijn collectie van 4.000 schilderijen, aquarellen en tekeningen van Paul Klee onder in een nieuw gebouw, dat was ontworpen door de Italiaanse architect Renzo Piano.
De collectie, ongeveer 40% van het picturale oeuvre van Klee, is grotendeels gebaseerd op de werken die hij nooit had verkocht, omdat hij ze als zijn persoonlijk geheugen beschouwde. In 1997 schonk zijn schoondochter Livia Klee-Meyer haar erfenis van bijna 690 werken aan de stad en het kanton Bern. De familie en de sinds 1947 bestaande Paul-Klee-Stiftung schonken aanvullende werken en documenten en gaven nog eens 200 schilderijen in bruikleen. Aankopen en schenkingen uit privécollecties droegen bij tot de totstandkoming van een zeer grote collectie werken van de kunstenaar. De beslissing om het museum te bouwen in Schöngrün/Vermont aan de oostelijke rand van Bern werd in 1998 genomen en in datzelfde jaar kreeg Renzo Piano de opdracht. In 2005 werd het gebouw met 1800 m² expositieruimte opgeleverd. Het heeft de vorm van drie golvingen, die opgaan in het landschap.
Het centrum bezit daarnaast een belangrijk archief over de kunstenaar en een onderzoekscentrum, waar de diverse aspecten van Klees werken belicht worden. Het Paul Klee Zentrum heeft ten doel een internationaal competentiecentrum te zijn voor het onderzoeken, communiceren en presenteren van de persoon, het leven en het werk van Paul Klee en zijn receptiegeschiedenis. Verwijzend naar de uiteenlopende artistieke activiteiten van Paul Klee, beperkt het centrum zich niet tot de presentatie van Klees beeldende werk, maar het is ook een platform voor muziek, theater, dans, literatuur en interdisciplinaire vormen van artistieke expressie. Hier opereert de Stichting Zomeracademie; buiten de tentoonstellingsruimtes heeft het centrum een ruimte voor kamermuziek, ateliers voor kinderen, vergaderlokalen, een beeldenpark en het kindermuseum Creaviva.